# Estampes (Debussy)

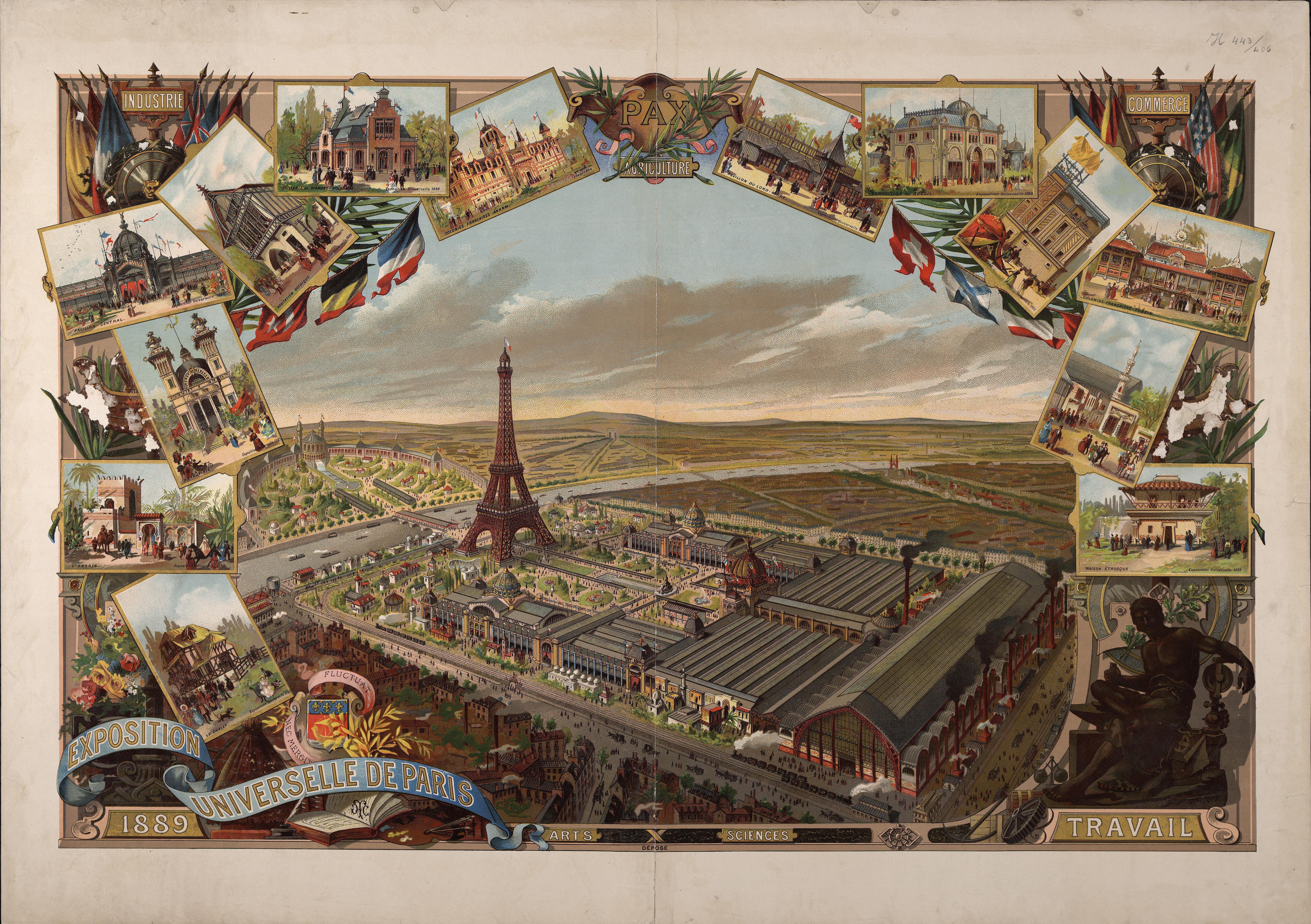
Postal de l'Exposició Universal de 1889

Estampes és una obra per a piano composta per Claude Debussy el 1903. L'estrena va tenir lloc el 9 de gener de 1904 pel pianista català Ricard Viñes a la Sala Érard de la Société Nationale de Musique. Va ser dedicada al pintor Jacques-Emile Blanche.
Es tracta d'un tríptic de tres peces bastant curtes titulades Pagodes, La soirée dans Grenade i Jardins sous la pluie. La primera, Pagodes, nascuda del record dels músics javanesos a qui va escoltar en l'Exposició Universal de 1889, crea una arquitectura de somni amb melodies basades en l'escala pentatònica i en ritmes que se superposen, com la música del gamelan. La Soirée dans Grenade, evocació d'Andalusia, l'autenticitat de la qual devia elogiar Manuel de Falla, porta per si mateix una màgia que es deu sobretot a la intuïció del músic. Acompanyat per l'eco de les cançons infantils (Nous n'irons plus au bois... Do, do, l'enfant do...), el brillant virtuosisme de Jardins sous la pluie ha fet d'aquesta tercera peça, menys secreta que les dues anteriors, un dels fragments favorits dels pianistes.